# 4874 Burke
4874 Burke (1991 AW) là một tiểu hành tinh vành đai chính được phát hiện ngày 12 tháng 1 năm 1991 bởi Helin, E. F. ở Palomar.